# Lomo Magullo
Lomo Magullo es una localidad del municipio de Telde, en el este de la isla de Gran Canaria (Islas Canarias). Se encuentra a 5,5 kilómetros del casco municipal y su centro está a una altitud de 387 metros sobre el nivel del mar.
Se ubica entre el Lomo de La Campana y la Montaña de Las Palmas al norte, y el Lomo de La Palma y la Montaña de Los Barros al sur. Pueden encontrarse cultivos familiares de medianías destinados al consumo local en parcelas irregulares que ocupan las laderas y cauces de los barrancos. Es un lugar que presenta un gran interés de tipo geológico, conformado por el campo volcánico de Rosiana y Lomo Magullo, con diversos conos volcánicos, como el Volcán del Hoyo.

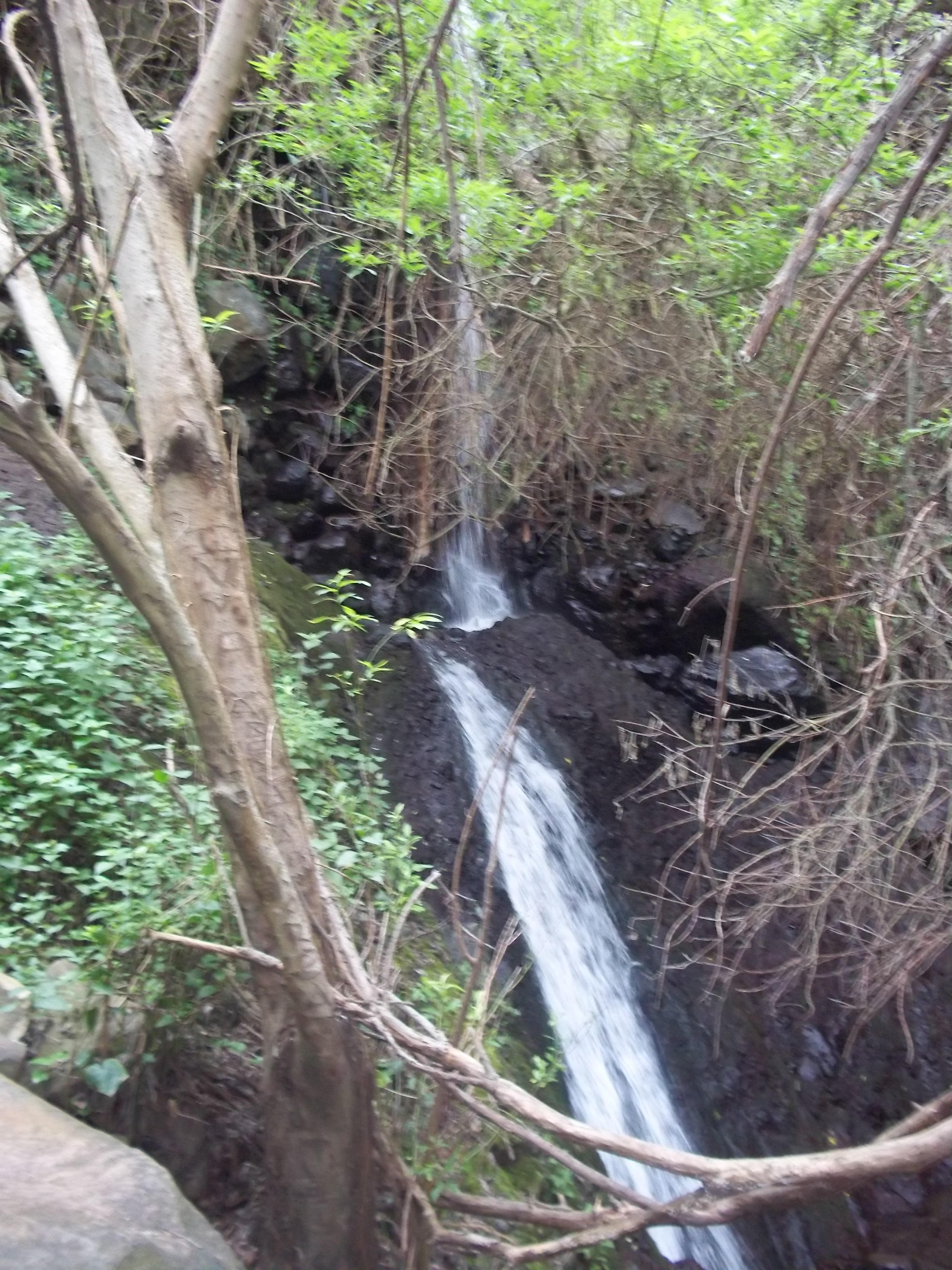
Cascada Barranco de Los Cernícalos

## Demografía
En 2023 contaba con 1225 habitantes.
| 663                       | 1335 | 1202 | 1190 | 1193 | 1194 | 1144 | 1144 | 1127 | 1158 | 1168 | 1170 | 1190 |
| (Fuente: INE [Consultar]) |      |      |      |      |      |      |      |      |      |      |      |      |

## Acceso
Al pueblo se puede acceder por las carreteras insulares: GC- 131 (que atraviesa el Valle de Los Nueve) y la GC- 130 (que atraviesa el barrio de El Ejido).

## Historia
Se sitúa en el área este de la isla de Gran Canaria, limitando al oeste con el parque natural de Los Marteles. La vegetación de la zona se halla dominada por hortalizas, forrajes, verduras, etc.

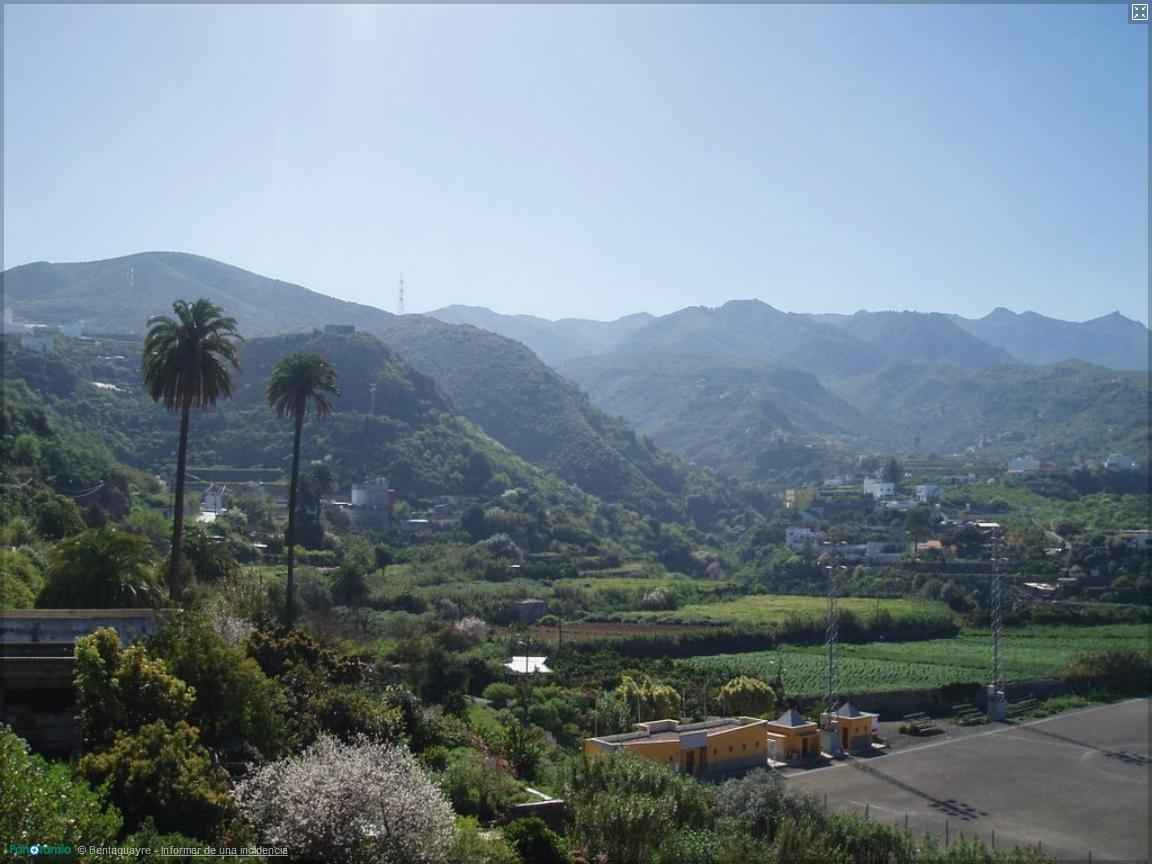
Paisaje desde Lomo Magullo

Este lugar posee diversos servicios esenciales, como local social, sociedad cultural, oficina bancaria, farmacia, servicio de guagua que conecta con la ciudad de Telde, colegio, consultorio médico, plaza pública, instalaciones deportivas, entre otras.

## Iglesia de Ntra. Sra. de Las Nieves

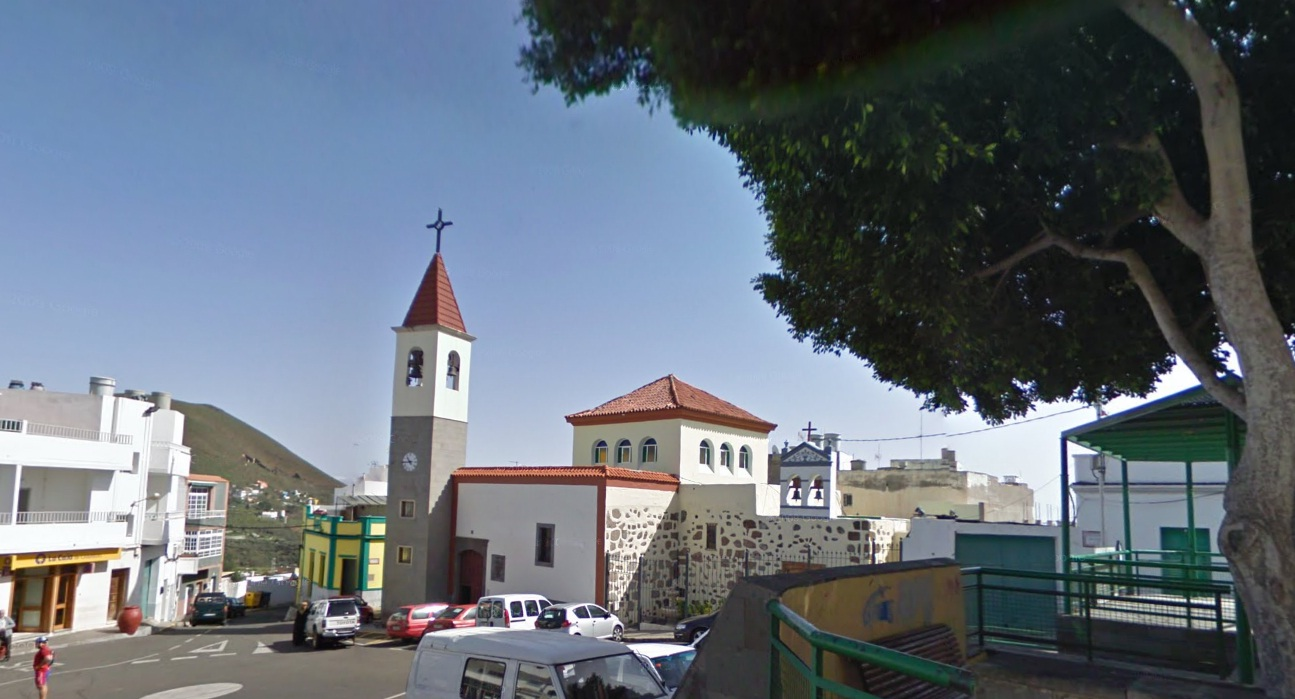
Iglesia de Lomo Magullo

La Virgen de Las Nieves es la patrona de Lomo Magullo y ostenta el título de Celestial Alcaldesa Mayor y Perpetua de la Ciudad de Telde desde 1977. Desde 1915 se venera a esta advocación mariana en este pueblo teldense, gracias al misionero Antonio Collado Alonso (Padre Collado), que gracias a un dinero donado por una mujer, que hacía bordados para mandar a Cuba, compró la antigua imagen de la Virgen, hoy venerada en la antigua capilla. 
Más adelante, debido al crecimiento de la población, se tuvo que ampliar la iglesia y poco a poco ha seguido creciendo.

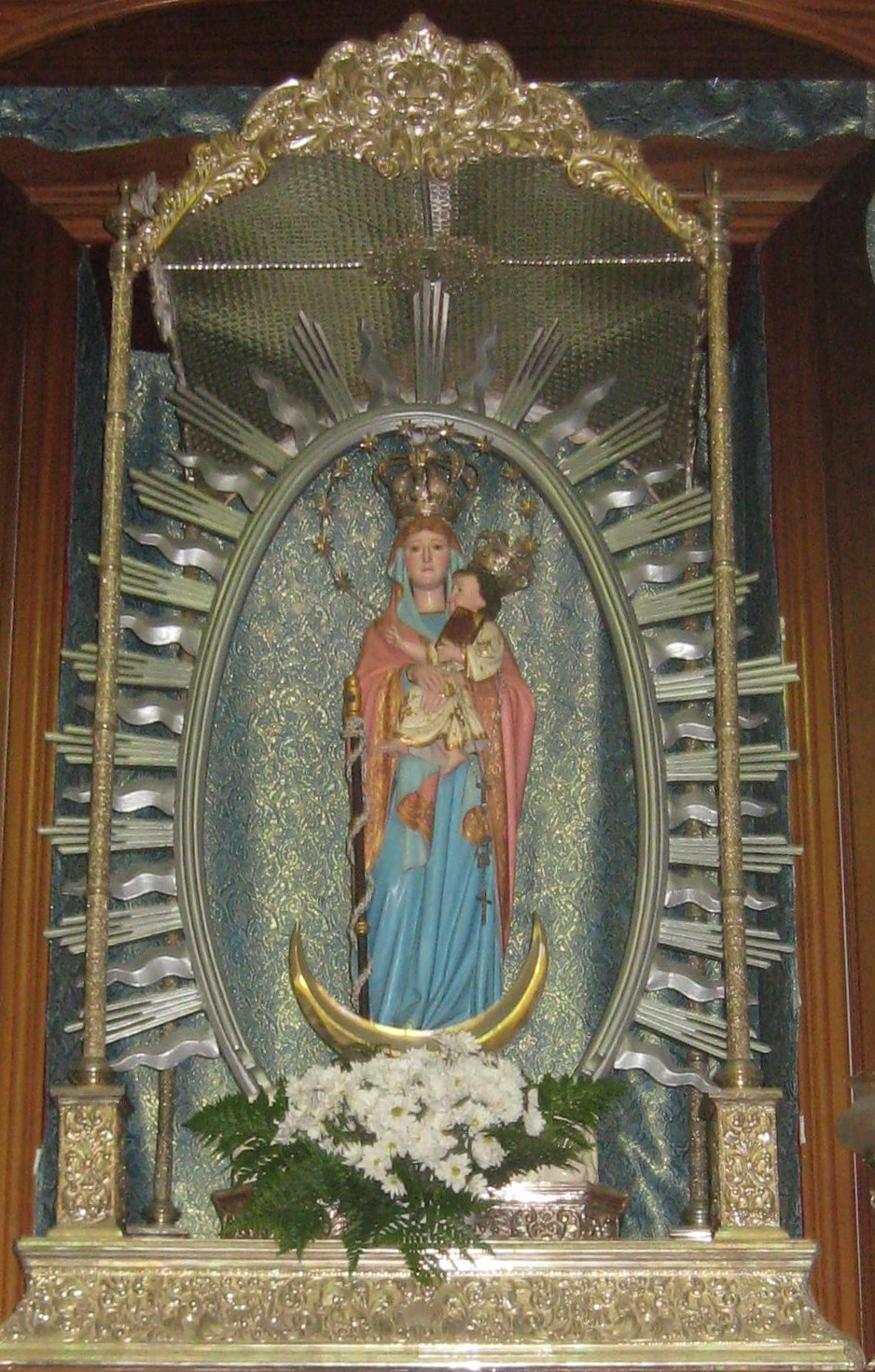
Virgen de Las Nieves

Tras este misionero se sucedieron otros párrocos a lo largo del tiempo. 
La iglesia ha ido creciendo, y durante los últimos años se ha reformado su interior y su exterior, incluyendo una restauración de la Virgen y su trono.

## Fiestas
Durante todo el año, se concentra una gran cantidad de actos culturales, festivos y deportivos, destacando los siguientes

### Fiestas de Las Nieves
Cada año el Lomo Magullo comienza las fiestas en honor a su patrona a finales del mes de julio, con el pregón, la izada de la bandera de la Virgen y el encendido de la cruz anunciadora. En la primera semana de las fiestas comienza el novenario en honor a la Virgen de las Nieves, que culmina el día de su víspera.
El sábado antes de la fiesta, diversas personas del pueblo preparan la Bajada de La Virgen de Las Nieves, desde su camarín hasta el altar. Ceremonia con la que comienzan los actos religiosos. La víspera del día de la Virgen de Las Nieves, el 4 de agosto, los vecinos celebran la tradicional romería-ofrenda en honor a su patrona, donde los alimentos que se recaudan van destinados a centros benéficos.
El día de la Virgen se vive con gran expectación en el pueblo, estrenan sus mejores galas para acompañar a la Virgen, tras la función religiosa de las 12:00, en la procesión que recorre diversas calles del pueblo.

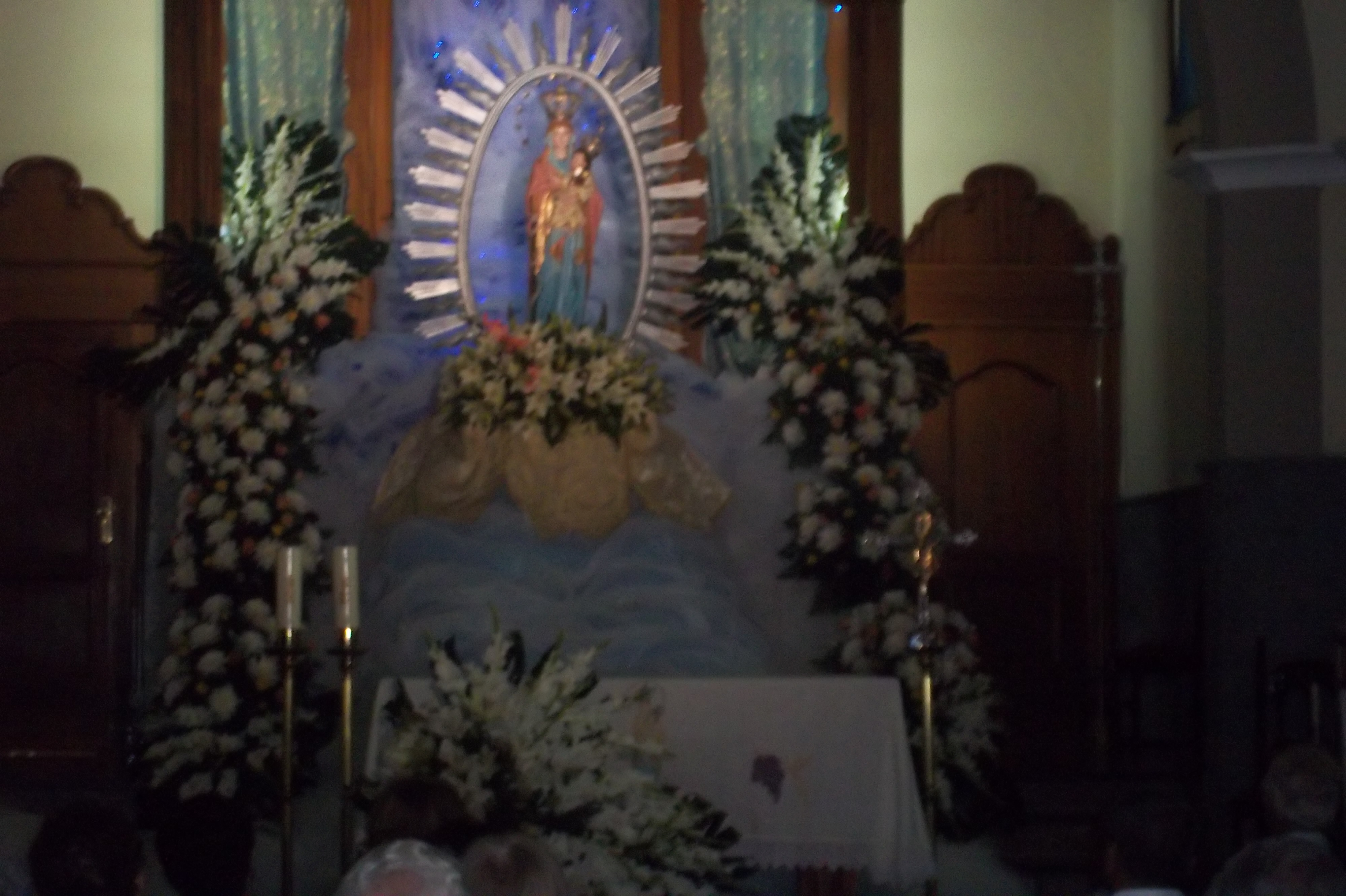
Subida de la Virgen a su camarín

Tras este día, las fiestas van terminando y culminan con la Subida de la Virgen de vuelta a su camarín, entre lágrimas de despedida y aplausos. Durante las fiestas, se celebran infinidad de eventos para todos los vecinos del pueblo, desde los más pequeños hasta los mayores.

### Traída del agua
La carencia de agua era razón más que frecuente de todas las islas, que motivaban las distintas ceremonias y plegarias. En Gran Canaria cuando no llovía se iba en procesión a los almogarenes, que eran sus lugares sagrados. Allí derramaban, los aborígenes leche y manteca. De esta forma, levantando las manos al Cielo y gritando y cantando pedían la lluvia al Dios Supremo, Alcorac.
La tradición judeocristiana, arraigada en la isla, pondría a la Virgen de Las Nieves como patrona del barrio, siendo a la misma a la que se le piden las lluvias. El agua sustituye la leche y la manteca de los aborígenes. Los gritos estarán representado en la danza con la música o en la exclamación, por el agrado o desagrado, motivados por algún inesperado remojón. Se hará dentro del lugar sagrado, con respeto y veneración.
Se hizo así los tres primeros años para no dañar la limpieza. En los siguientes años se pasó a la Puerta de la Procesión, desde donde también se cantaba la Salve a la Virgen. A partir del año 1975, con el cambio de Régimen y la numerosa afluencia de gente, venida de otras localidades, se pasó a mojar/rociar, a puerta cerrada, las paredes exteriores del Templo.
El agua era traída por el mismo itinerario actual, y ha mejorado muchísimo en la calidad y buen gusto de los vasijos y ropas preparadas al efecto. 

### Otras fiestas
En el pueblo también hay otras fiestas menos conocidas pero de gran interés. Por ejemplo, la Semana Santa, con la Pasión de Cristo, el Corpus Christi o la Navidad.

#### Navidad

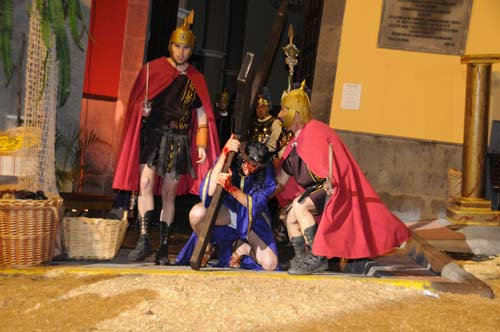
Representación Pasión y Muerte de Jesús en Lomo Magullo

Durante el invierno, el espíritu navideño invade el pueblo, donde se realizan diversos belenes, algunos más bonitos que otros pero todos con una misma finalidad: celebrar el misterio del nacimiento de Cristo. Los "más importantes" son los realizados en la iglesia y en el Local Social.

#### Semana Santa
Hay varias procesiones por el pueblo: Domingo de Ramos (El Señor en la burrita), Viernes Santo (El Niño de Dios de Tecén, la Magdalena y el Nazareno, El Calvario y el sepulcro), la noche del Jueves Santo es una noche de oración, donde se prepara cada año un altar diferente para aguardar al cuerpo de Cristo durante la Hora Santa y, para culminar la semana, el Domingo de Resurrección se enciende una hoguera de donde se coge el fuego para encender el cirio pascual que permanecerá el próximo año en la iglesia. Como final de fiesta, vecinos del pueblo escenifican la Pasión y Muerte de Jesucristo, donde se representan los últimos momentos de la vida del Señor. 

#### Corpus Christi
Esta es otra de las fiestas importante para el lugar; los vecinos preparan altares y alfombras, por donde pasa el relicario con la Custodia bajo un baldaquino llevado por cuatro personas.